# Rittergut Benkendorf

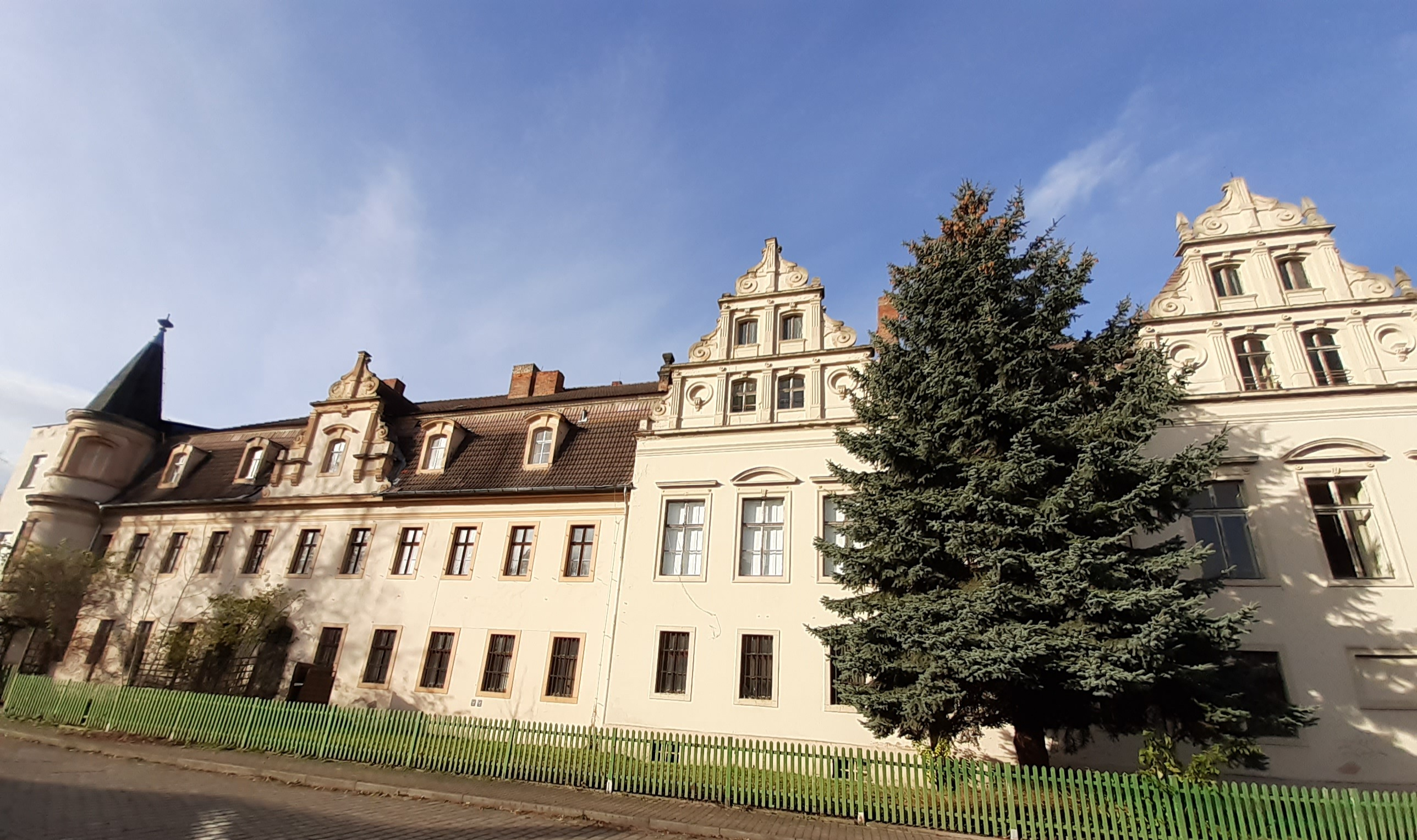
Straßenansicht Rittergut Benkendorf

Das Rittergut Benkendorf, auch Schloss Benkendorf, ist ein denkmalgeschütztes Bauwerk im Ortsteil Benkendorf der Gemeinde Teutschenthal im Saalekreis in Sachsen-Anhalt. Im örtlichen Denkmalverzeichnis ist das Rittergut unter der Erfassungsnummer 094 55157 als Baudenkmal verzeichnet. Es hat die Adresse Rosa-Luxemburg-Straße 9.

## Geschichte
Der älteste Teil des Schlosses stammt nachweislich aus dem Jahr 1769. Umfangreiche Um- und Ausbauten am Gebäude fanden im 19. Jahrhundert statt. Zu dieser Zeit befand sich das Rittergut im Besitz der Herren von Krosigk, danach zwischenzeitlich bei Heinrich August von Holleuffer. Er wiederum verkaufte Rittergut Benkendorf wieder an seinen Cousin, dem Erbtruchseß Dedo von Krosigk-Poplitz (1776–1857).
Eigentümer wurden verschiedene bürgerliche Vorfahren, wie der Amtsrat Leopold Zimmermann (1822–1867) und dann Vertreter die briefadeligen Familien von Zimmermann, die zur Sicherung der Erbfolge einen Familienfideikommiss gründeten. Fideikommissherr war so der königlich preußische Amtsrat August Leopold Max von Zimmermann (1833–1925), nobilitiert im Dreikaiserjahr 1888 zu Berlin. Seine Güter in der Region mit Schotterey umfassten 1100 ha, des Weiteren eine Besitzung bei Holleben mit 1255 ha. Im letztmals 1922 amtlich publizierten Güter-Adressbuch für die Provinz Sachsen hielten die von Zimmermann und Anverwandte verschiedene Rittergüter. Anteilig besaß so auch Ella Wentzel, Ehefrau des Carl Wentzel-Teutschenthal, Tochter des 1900 geadelten August von Zimmermann-Salzmünde (1849–1913), wirtschaftliche Flächen in Benkendorf. Das Rittergut Benkendorf, mit den Rittergütern Debitz am Berge und Klein Lauchstedt, Beuchtlitz, der früheren Domäne Lauchstedt und dem ehemaligen Freigut Schotterey und kleineren Anteilen in den genannten Gemeinden war Besitztum des Max von Zimmermann, gesamt 2232 ha.
Max von Zimmermann und seine Frau Hermine geborene Rette, verwitwete Zimmermann, adoptierten Georg von Zimmermann (1857–1927), der seinen preußischen Adelsstand ebenso 1888, aber in Rom erhielt. Er übernahm die Benkendorfschen Güter und zusätzlich noch Trebsen mit 557 ha sowie Neuweißenborn mit 489 ha. Georg von Zimmermann war Regierungsreferendar, Major d. R. a. D. und mit Helene Bauer liiert. Sie adoptierten ihrerseits Heinrich Anton Joseph von Zimmermann, vormals Bauer (1897–1933), der seinen sächsischen Adelsstand 1908 zu Dresden ausgestellt bekam. Adelsrechtlich bildete er eine neue Familie von Zimmermann (1908, des Stammes Bauer). Leutnant von Zimmermann-Benkendorf heiratete 1923 auf Schloss Trebsen Maria Freiin von Seckendorff-Gudent, die sich als Witwe mit Hans Freiherr von Gablentz-Thürkheim vermählte. Die Familie von Zimmermann hatte zwei Töchter und zwei Söhne, der Sohn Max und die Tochter Maria sind 1929 respektive 1932 auf Benkendorf geboren. Nach dem Gothaischen Genealogischen Taschenbuch beinhaltete der von Zimmermannsche Besitz mit dem Stand von 1942 für Benkendorf 1100 ha, für Beuchlitz und Delitz am Berge 1644 ha, Trebsen mit 1046 ha. Die Güter dürften im Minorat der Erbengemeinschaft zuzuordnen sein.
Die letzten Besitzer wurden mit der Bodenreform in der Sowjetischen Besatzungszone im Jahr 1945 enteignet. Das Gebäude stand dann mehrere Jahre leer. Später wurde es als Seniorenheim genutzt, bis dieses in einen Bau auf dem Hof des Rittergutes umzog. Bis auf einige Räume, die noch vom Seniorenheim genutzt werden, steht das Gebäude wieder leer.

## Beschreibung
Es handelt sich um einen stattlichen zweigeschossigen Rechteckbau mit Mansardwalmdach und großen Zwerchhäusern. Das ursprünglich zehnachsige Gutsgebäude aus dem Jahr 1769 wurde im späten 19. Jahrhundert um neun Achsen nach Norden in Neurenaissanceformen erweitert und umgebaut. Sein Rokokoportal besitzt ein dekorativ betontes Oberlichtfenster.
Die Wirtschaftsgebäude um den großen Hof stammen aus beiden Bauzeiten. An den Gebäudekomplex schließt sich ein großzügig angelegter Landschaftspark an, der im Nordosten an einen Teich angrenzt.

## Sonstiges
Das Schloss diente als Kulisse für die Folge 4 Wie sie töten der Fernsehserie Zorn.

## Weitere Literatur
- Gothaisches Genealogisches Taschenbuch der Adeligen Häuser 1942 B (Briefadel), Zugleich Adelsmatrikel der Deutschen Adelsgenossenschaft, 33. Jg. Justus Perthes, Gotha 1941. S. 573 f.